# Palácio de Fredensborg
O Palácio de Fredensborg (Fredensborg Slot em dinamarquês) é um palácio localizado na margem oriental do lago Esrum em Fredensborg, na ilha da Zelândia na Dinamarca. É a residência de primavera e outono da família real dinamarquesa, é um importante local para visitas de estado e eventos da Família Real. É a mais utilizada das residências da Família Real.

## História
No fim da Grande Guerra do Norte, o Rei Frederico IV pediu a Johan Cornelius Krieger, jardineiro real da corte no Castelo de Rosenborg, para construí-lo um palácio pequeno no local de uma casa de campo chamada Østrup. Krieger construiu um palácio inspirado no barroco francês, e o próprio rei participou ativamente no planejamento do edifício e dos jardins, e acompanhou a construção de perto. O responsável pela construção era o mestre geral Johan Conrad Ernst, que também foi responsável pela construção do Palácio de Frederiksberg.
Quando o edifício estava ainda sob construção Dinamarca-Noruega e Suécia negociaram um tratado da paz, que foi assinado no palácio ainda inacabado em 3 de julho de 1720, o tratado determinou o destino da Escânia, que agora fazia parte da Suécia, e encerrou a participação de onze anos da Dinamarca na Grande Guerra do Norte. Para comemorar a assinatura do acordo de paz o Palácio foi nomeado Fredens Borg, literalmente "Castelo da Paz".
O complexo do palácio consistiu em um pequeno, quase no quadrado, palácio principal com um andar e meio com abóbada e com lanternas. Está localizado exatamente no centro de uma “uma estrela caça” (dinamarquês, jagtstjerne), um conjunto de trajetos cruzando-se retos em uma reserva da caça. Durante uma caça era permitido disparar livremente pelos trajetos retos que irradiavam do centro. O salão da abóbada possui formato quadrado, com lados medindo 15 metros e com 27 metros de altura. O recinto suntuoso feito de estuque por C.E. Brenno e o teto por Hendrick Krock.
Na frente do prédio principal existe um pátio octogonal cercado pelas alas de primeiro andar ocupadas pelos empregados, chamadas de Ala Vermelha.
Ao leste do octágono está o anel da equitação e os longos edifícios dos estábulos.
Ao leste e junto ao palácio principal havia um orangerie e o edifício de um andar chamado a Casa de Margrave. O Orangerie, que foi equipado com as janelas enormes de estufa, foi conectado ao edifício principal por uma pequena passagem secreta, de modo que a família real e os cortesões pudessem ir andando para a capela sem molhar os pés.
A capela do palácio está no meio dos dois edifícios, e tem uma espiral de cobre exagerada, uma fachada decorada com pilastras voltadas para o anel de equitação, e um frontão esculpido com um busto de Frederico IV em alto relevo, esculpido por Didrick Gercken.
No outro lado da igreja estavam os courtiers voam (“Kavalerfløj“), residências para os caixeiros da corte e membros da Casa real. Esta seção do palácio foi construída de 1724-1726, e introduz elementos do barroco holandês estilo e rococó.
O palácio foi prolongado durante todos os anos 1700, porém a estrutura principal do palácio remanesceu imutada desde sua inauguração em 11 de outubro de 1722, 51º aniversário do rei.
Krieger terminou seu trabalho no palácio com a ereção “do edifício novo do Chancery da corte” em 1731. A telha preto-vitrificada, edifício metade-hipped do telhado é sabida agora como a casa da chancelaria. Butted até o equitação-anel na borda do sul. Até sua morte, a mãe atrasada da rainha, rainha Ingrid usou esta casa como sua residência confidencial. A parte da casa da chancelaria do palácio é o repouso do príncipe de coroa Frederick e da princesa de coroa Mary.
Uma alteração principal do edifício original de Krieger foi feita dentro 1741-1744 quando Lauritz de Thurah, o arquiteto favorito do rei, elevated o telhado do edifício principal do palácio. O telhado inclinado foi substituído por um liso, e caracterìstica por um sandstone de de Thurah balustrade foi erigido. Em 1751 transformou também o Orangery em um edifício residential para os ladies-in-waiting.
Em 1753 Nicolai Eigtved estendeu o palácio adicionando quatro pavilhões de canto posicionados simetricamente com os telhados em forma de pirâmide do edifício principal.

## Os jardins e o parque
Os jardins do palácio estão entre os maiores jardins históricos da Dinamarca, e são o exemplo mais fino, na Dinamarca, de um jardim barroco. Estes foram projetados por Krieger, e foram prolongados e alterados durante os anos 1700. As avenidas longas e retas que se estendem do castelo em padrão de estrela forma foram recreadas entre os anos 1700 e 1900. Entre estas avenidas encontram-se as áreas arborizadas grandes com trajetos do labirinto.
De interesse especial é o vale norueguês (Nordmandsdalen) com aproximadamente 70 esculturas de fazendeiros e pescadores noruegueses e feroeses. Este jardim foi reaberto em setembro 2002 depois de um trabalho de restauração.

A área dos jardins os mais próximos ao palácio é reservado para a família real, mas geralmente é aberta ao público em julho. Estão aqui os jardins de cozinha, que fornecem vegetais frescos para a casa, e uma moderna estufa, que foi aberta em 1995.

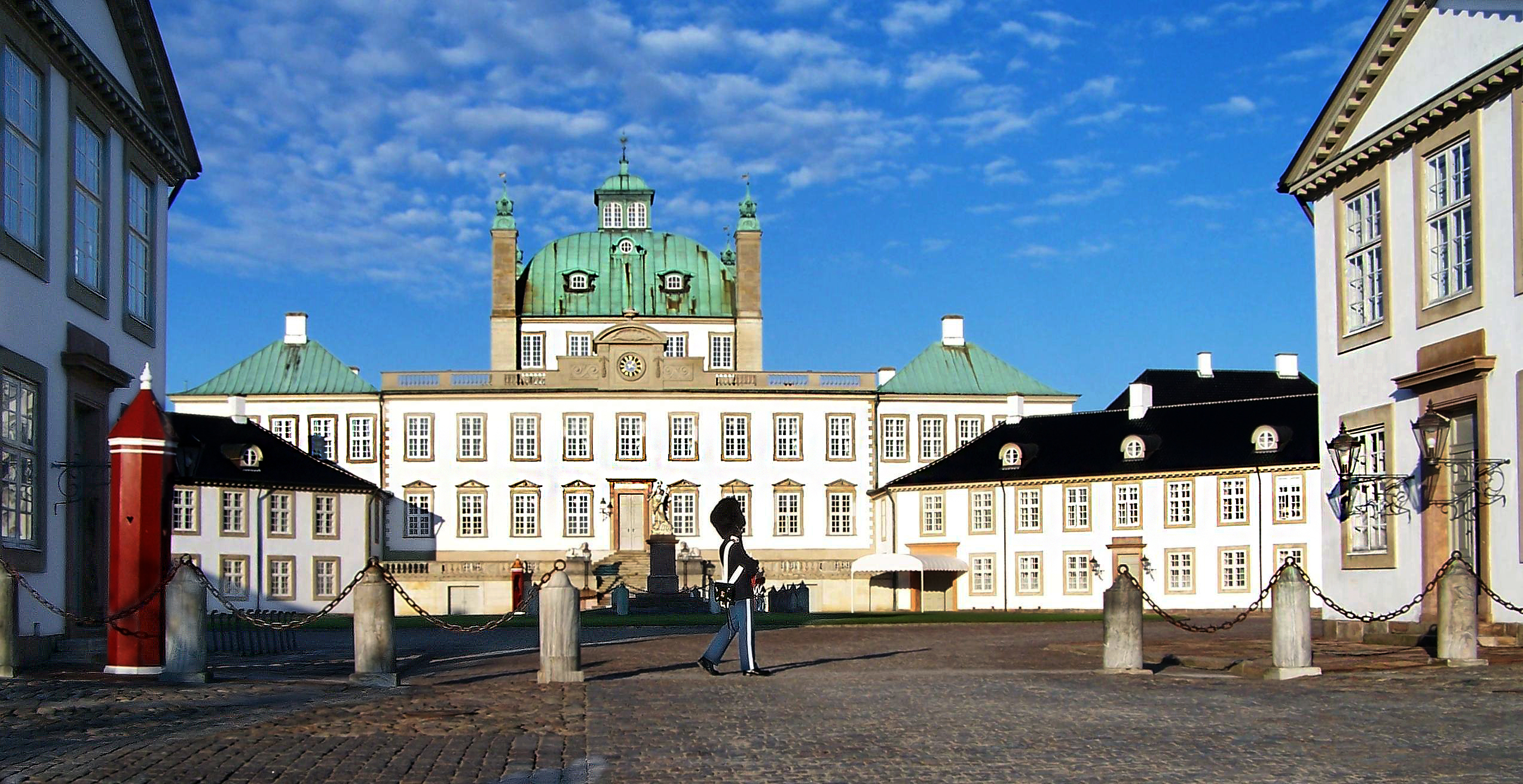
Frente do Palácio de Fredensborg
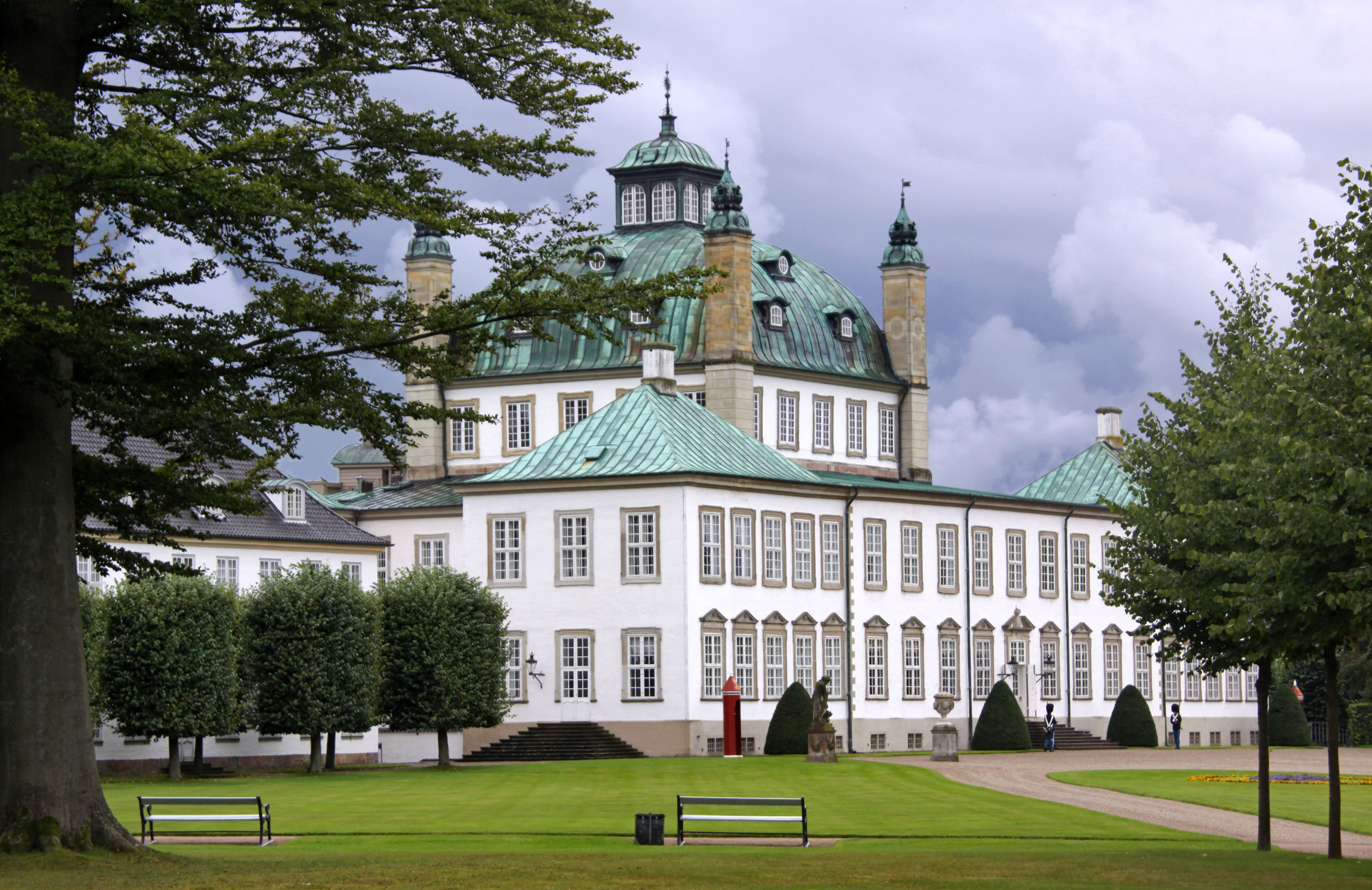
Palácio visto dos jardins
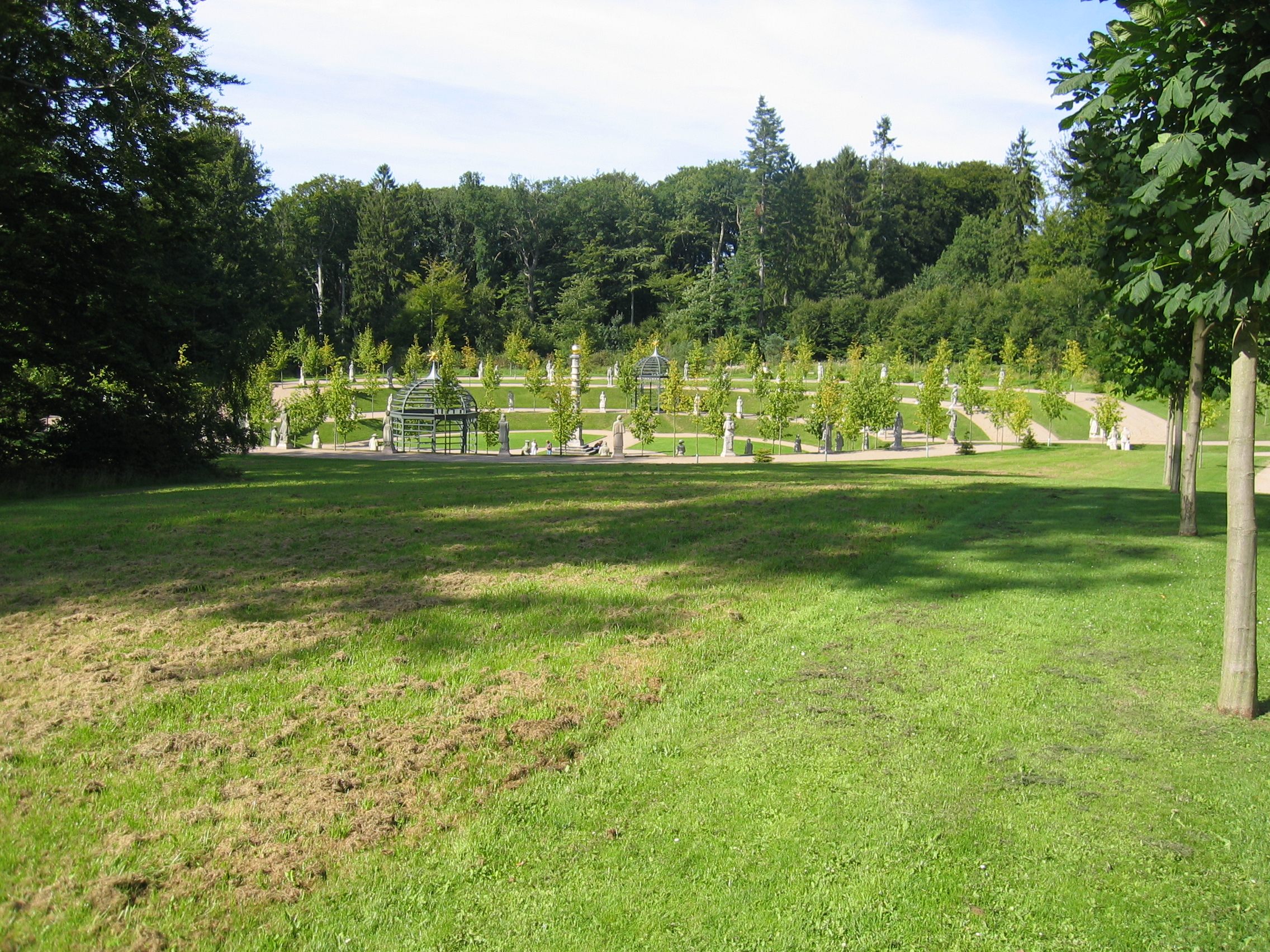
Vale Norueguês no jardim do Palácio